# Kanteel

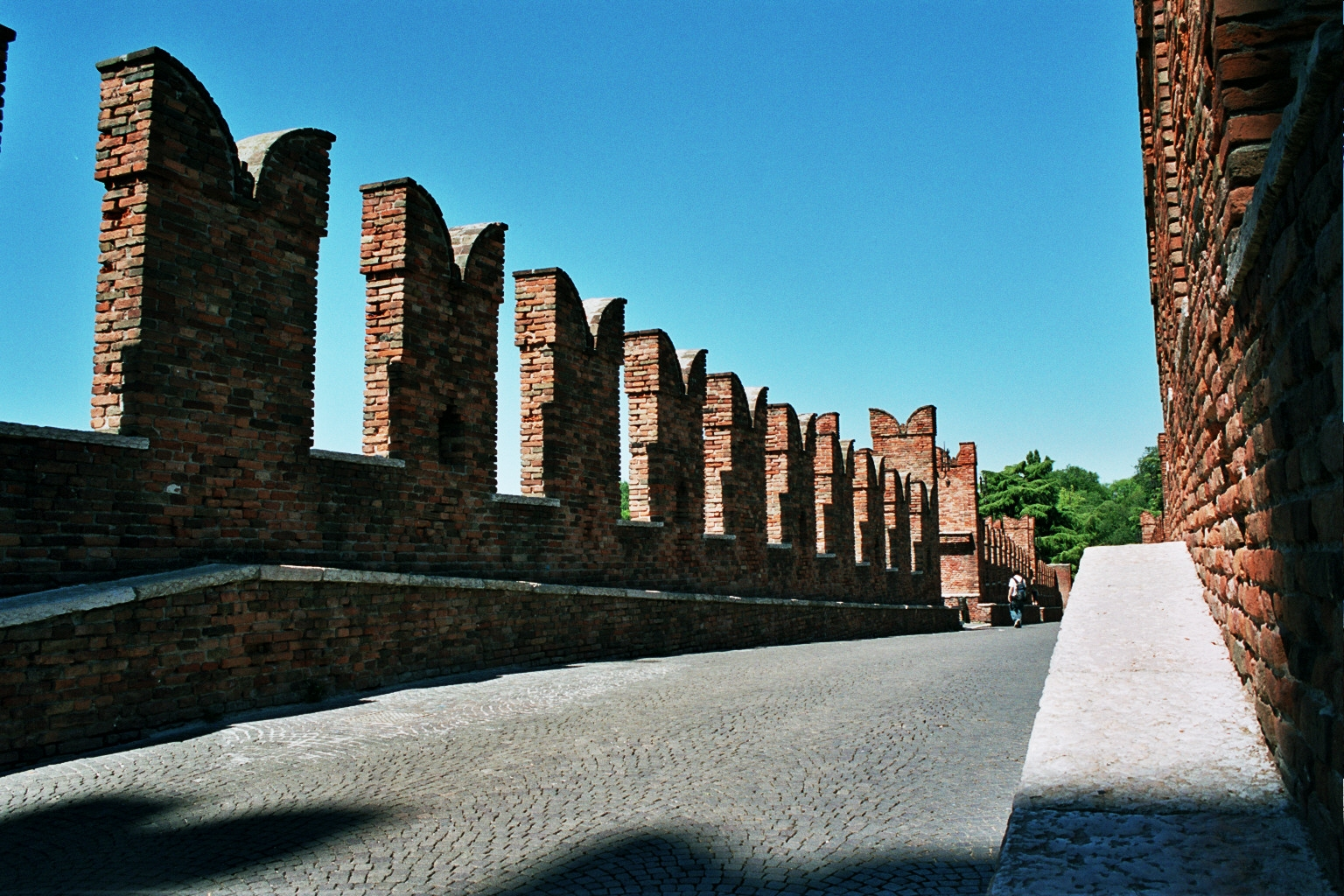
Ghibellijnse kantelen

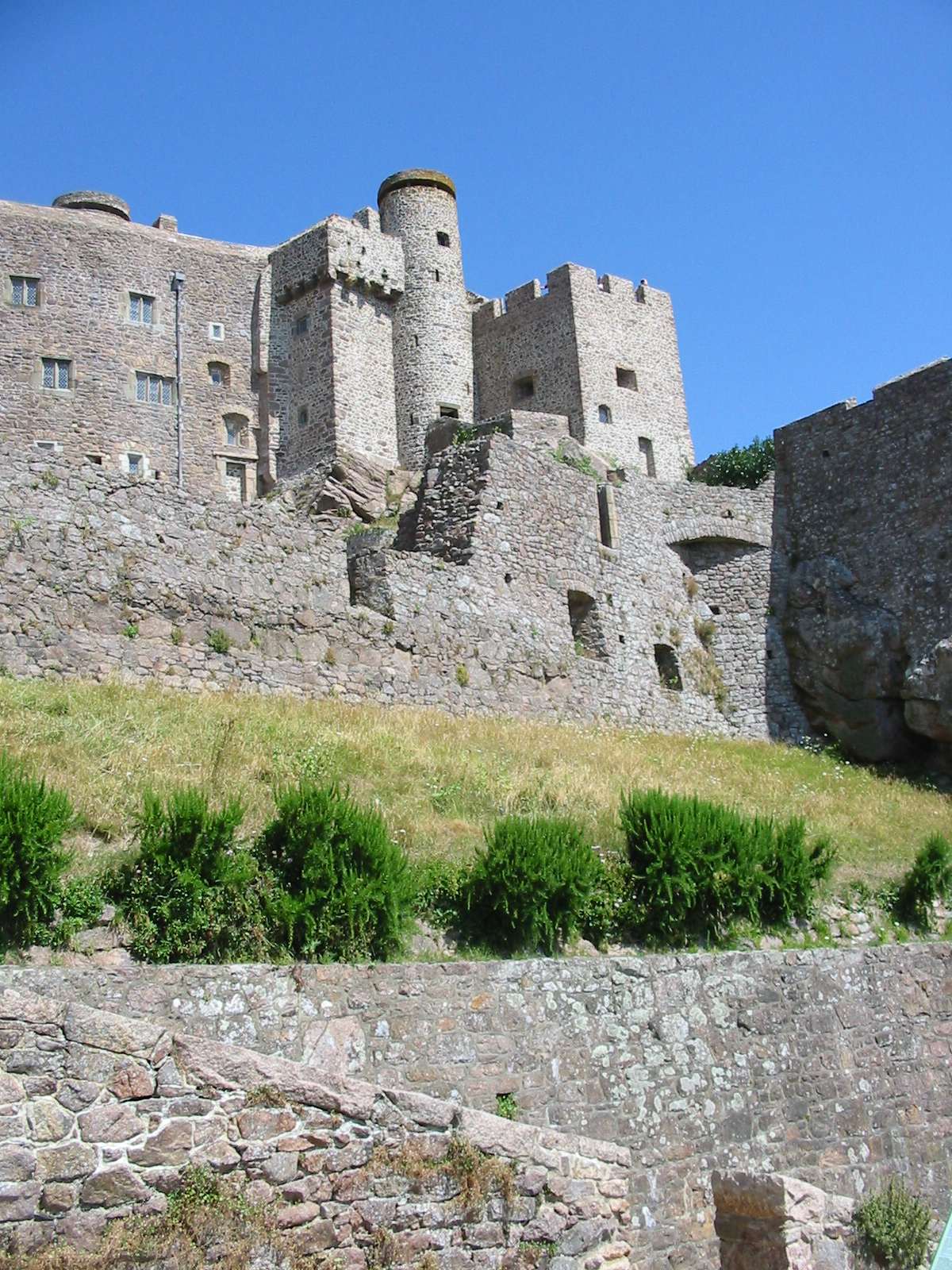
Welfische kantelen

Een kanteel of tinne is een onderdeel van verdedigingswerken. Het is een rechtopstaand, vierkant of rechthoekig stuk van een borstwering, met eventueel een schietgat in het midden. Kantelen worden al sinds de oudheid gebruikt als verdedigend element, later, vanaf de Middeleeuwen, ook als verfraaiing.
Het doel van kantelen was het beschermen van de verdedigers tegen door de aanvallende partij afgeschoten projectielen (pijlen, later kogels en projectielen), terwijl ze door het gebruik van schietgaten en de openingen tussen de kantelen de aanvallers relatief veilig konden beschieten. Naast hun praktische nut werden en worden kantelen ook gebruikt als architectonisch element.
De hoofdvormen van de in de Middeleeuwen in Europa voorkomende kantelen waren het Welfische kanteel, rechthoekig, en het Ghibellijnse kanteel, dat een zwaluwstaartvormige inkeping aan de bovenkant had.
In andere delen van de wereld zijn ook andere vormen zoals afgeronde blokken vaak gebruikt.

## Heraldisch kanteel
In de heraldiek komt de kanteel voor o.a. als een muurkroon, een kroon als een gekanteelde muur geplaatst op een wapenschild; ook stedekroon en burchtkroon geheten. Deze kroon staat voor niet-monarchistische staten, zoals republieken. Hoe meer kantelen op de kroon, hoe hoger de vorm van staat was. Een dorp had 3 kantelen en een provincie 9. Een kroon met 4 kantelen was een algemene muurkroon.
Daarnaast kan een dwarsbalk ook voorzien zijn van kantelen. Een dwarsbalk kan zowel kantelen aan de bovenkant en aan de onderkant hebben.

Boven en onder gekanteelde dwarsbalken in het wapen van Arkel
Een muurkroon met vijf kantelen in het wapen van Ieper